# Seznam baz Slovenske vojske
Seznam slovenskih vojaških baz.

## Seznam
- 107. logistična baza Slovenske vojske
- 157. logistična baza Slovenske vojske
- 211. logistična baza Slovenske vojske
- 670. logistična baza Slovenske vojske
- Vojaška baza Škrilj Slovenske vojske
- Letalska baza Brnik
- Letalska baza Cerklje ob Krki